# سم نیوولا
سَم نیوولا (انگلیسی: Sam Nivola؛ زادهٔ ۲۶ سپتامبر ۲۰۰۳) بازیگر اهل بریتانیا است و پسر امیلی مورتیمر و آلساندرو نیوولا است. او از سمت پدری، تباری ایتالیایی-آلمانی دارد. پدربزرگ مادری او جان مورتیمر است. خواهر کوچک او «مِی نیوولا» هم بازیگر است.
از فیلم‌ها یا مجموعه‌های تلویزیونی که وی در آن‌ها نقش داشته است، می‌توان به وایت لوتوس، مایسترو، آیلین، نویز سفید، ویت/این و رودخانه بنیاد اشاره نمود.